# Muta stagna

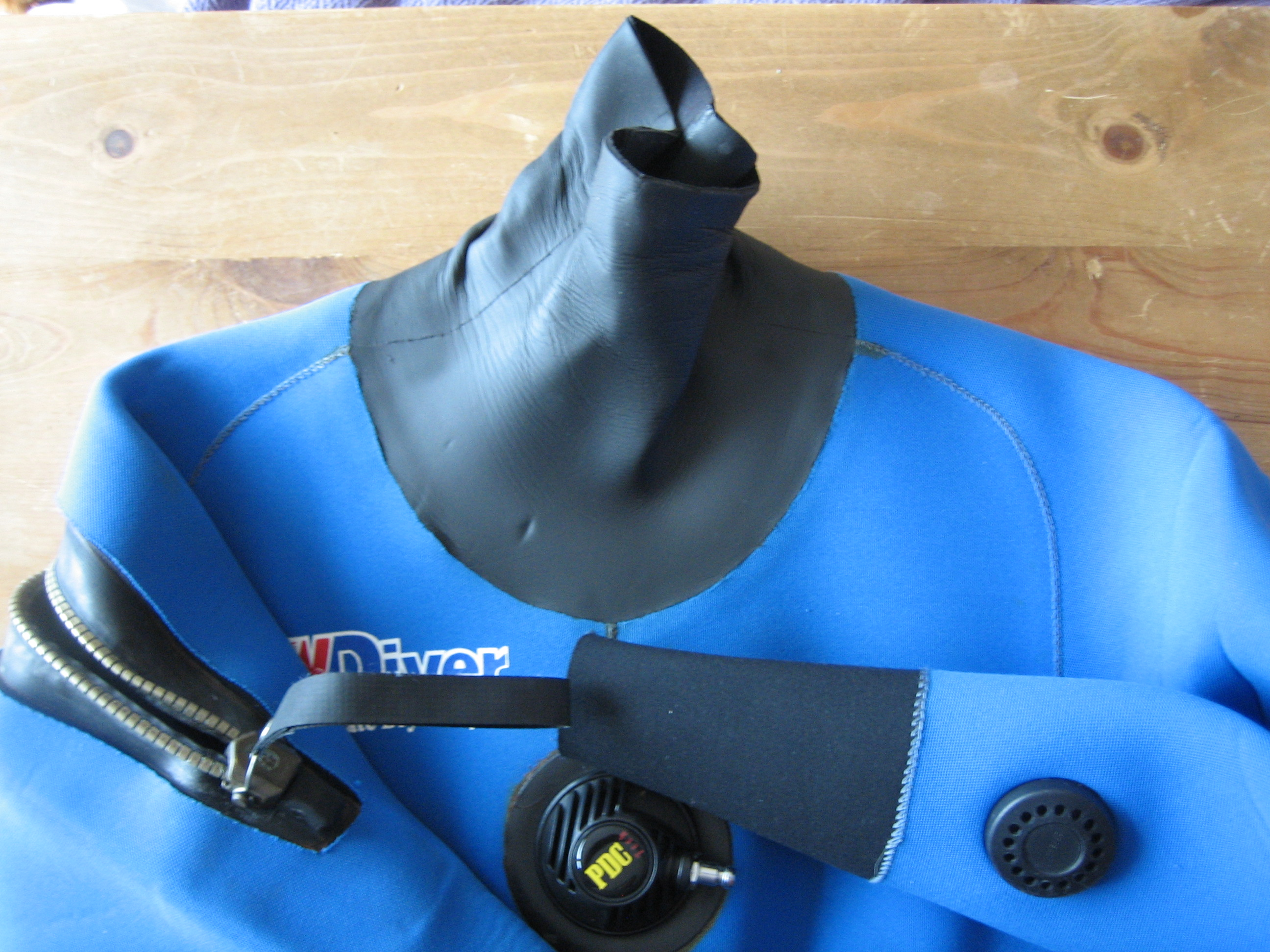
Una muta subacquea stagna.

Una muta stagna è un particolare tipo di muta, un indumento impermeabile e termoisolante necessario nelle immersioni subacquee in acque fredde o in acque particolarmente inquinate.

## Caratteristiche
La muta stagna ha la particolarità di permettere al subacqueo di rimanere asciutto durante l'immersione.
Questo è possibile in quanto sia i polsini che il collare sono a tenuta stagna. Siccome l'aria imprigionata all'interno della muta stagna rimane a pressione corrispondente all'ambiente esterno, è soggetta alla pressione dell'acqua man mano che aumenta la profondità dell'immersione. Per evitare l'eccessivo schiacciamento della muta sul corpo del subacqueo con eventuali possibili lesioni all'epidermide, a causa appunto dell'aumentare della pressione con l'aumentare della profondità, la muta stagna è provvista di una valvola di gonfiaggio, normalmente posta al centro dul busto, da azionare manualmente e che permette di insufflare aria in essa; è presente inoltre una valvola per scaricare l'aria in espansione durante la risalita, normalmente posta sul braccio sinistro, all'altezza della spalla, che si aziona sia automaticamente quando la pressione dell'aria all'interno della muta è eccessiva sia manualmente dal subacqueo.
La valvola di gonfiaggio deve essere usata esclusivamente per compensare lo schiacciamento della pressione, quanto basta per staccare la muta dal corpo. È sbagliato e pericoloso utilizzare la muta stagna come mezzo per correggere il proprio assetto, a questo scopo esiste il giubbotto ad assetto variabile.
La protezione termica durante l'immersione è fornita dagli indumenti indossati sotto di essa, dalla cosiddetta "sottomuta", che può essere una tuta imbottita completa in un singolo pezzo oppure costituita da pantaloni e giacca. I materiali utilizzati sono solitamente tessuti tecnici combinati fra loro per garantire sia un minimo di impermeabilità che di protezione termica e confort. A seconda della temperatura dell'acqua si usano sottomuta con una protezione termica più o meno elevata.
L'utilizzo di questa muta presenta alcune peculiarità che non vanno sottovalutate; per questo motivo alcune didattiche prevedono un corso per acquisire una formazione specifica all'uso.

## Principi costruttivi

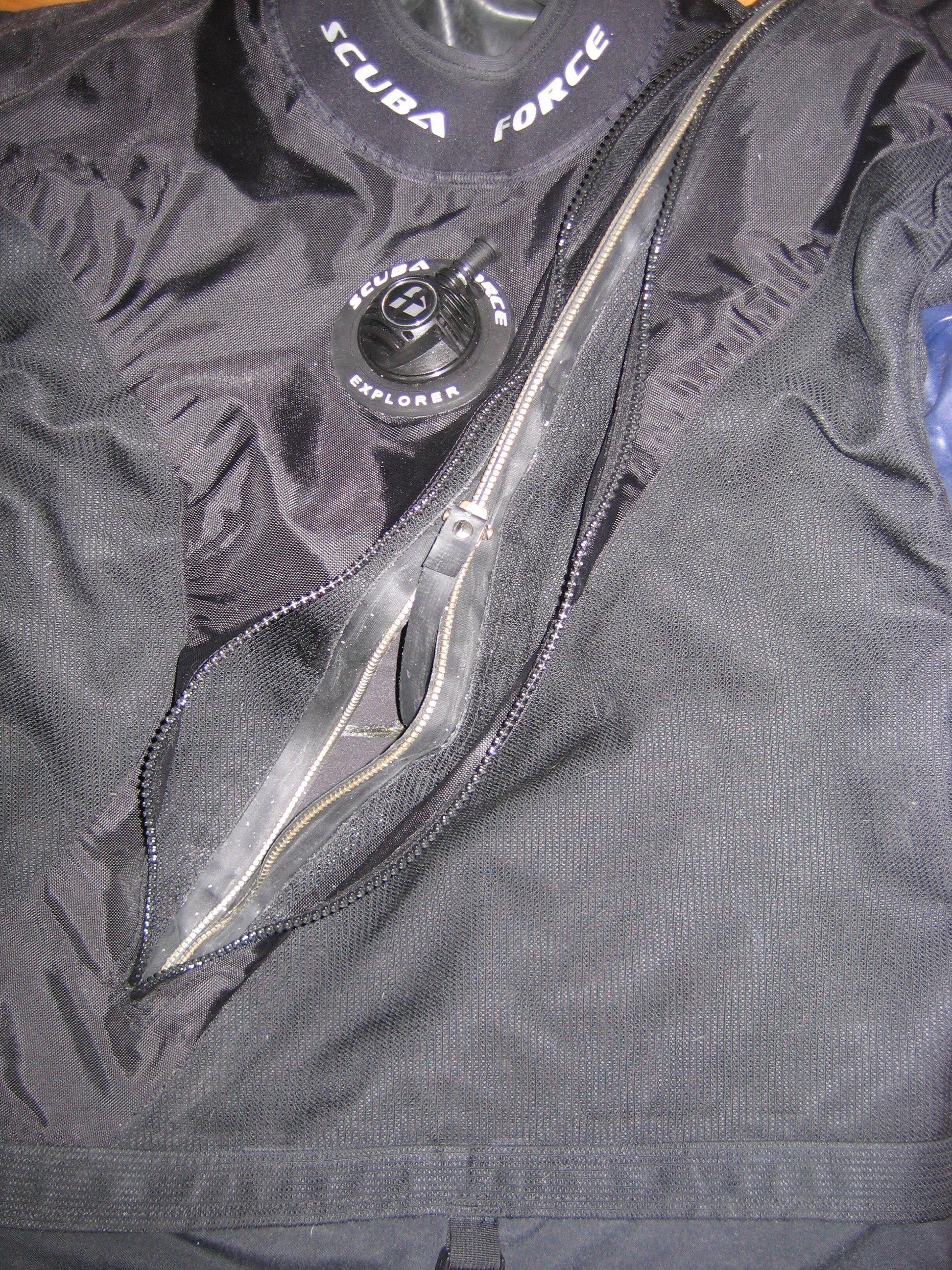
La cerniera stagna di una muta stagna.

I materiali utilizzati per la sua realizzazione sono il trilaminato, il neoprene, la gomma vulcanizzata, il poliuretano.
Le mute stagne di ultima generazione vengono prodotte in neoprene precompresso (in inglese crushed neopren), un materiale molto resistente, flessibile e con ottime proprietà isolanti anche a spessori relativamente ridotti. Inoltre il neoprene precompresso non subisce gli effetti delle pressione dell'acqua, mantenendo il proprio spessore anche a grandi profondità, evitando la perdita di galleggiabilità delle mute in neoprene classico.
Viene prodotto comprimendo un foglio di neoprene espanso fino alla rottura delle sue macrocelle. Il materiale ottenuto viene poi incollato al rivestimento in nylon e preparato per il taglio e l'assemblaggio delle varie parti.

### Mute in neoprene
Per questo tipo di mute stagne viene utilizzato neoprene espanso, dello spessore di 5–9 mm, inserito in una fodera di nylon per ovviare al problema della scarsa resistenza del neoprene. La lavorazione è piuttosto complicata e richiede una particolare cura e particolari accorgimenti.

### Mute in trilaminato
Il trilaminato, materiale multistrato realizzato tramite sovrapposizione di fogli di tessuto di nylon e gomma butilica, viene utilizzato spesso per la realizzazione di mute stagne.
Consente di avere una muta di peso contenuto, ottima per le immersioni sportive, e di un buon comfort, anche se non adatta per immersioni professionali in acque inquinate per via della porosità del tessuto.
La lavorazione è semplice, e anche la riparazione in caso di danneggiamento può essere effettuata senza costi eccessivi.

### Mute in gomma vulcanizzata
La gomma vulcanizzata è il materiale utilizzato per la realizzazione di mute stagne con ottima resistenza agli agenti inquinanti.
La realizzazione di questa muta, prima assemblata e poi vulcanizzata a 120 °C alla pressione di 4 atmosfere, la rende un pezzo unico senza alcun tipo di porosità, ottima quindi nel caso di immersioni in ambienti inquinanti e, quindi, frequente nel caso di usi professionali.

### Mute in poliuretano
Il poliuretano consente un'ottima resistenza meccanica e agli agenti inquinanti, in quanto saldato senza l'uso di cuciture o colle. È una valida via di mezzo tra una muta in gomma e una in trilaminato.